# Éric Dubus
Pour les articles homonymes, voir Dubus (homonymie).
Éric Dubus (né le 28 février 1966 à Pézenas) est un athlète français, spécialiste des courses de demi-fond.

## Biographie
Licencié au Stade Bordelais Athlétisme ; Il est champion d'Europe en salle sur 3 000 m en 1990, à Glasgow, devant son compatriote Jacky Carlier. Il remporte également une médaille d'argent aux Championnats du monde d'athlétisme en salle 1993 à Toronto sur 3 000 m avec un temps de 7 min 50 s 57, derrière l'Italien Gennaro Di Napoli. Il a détenu entre 1994 et 1995 6 records de France : en salle le 5000m ; le 3000m en salle  et le mile. En plein air : le 3000 m; le 1500m et détient toujours le mile depuis 1995. 
Il participe aux Jeux Olympiques d'Atlanta sur 1500m en 1996.

## Palmarès
- Médaille d'or du 3 000 m aux Championnats d'Europe en salle 1990 à Glasgow
- Médaille d'argent du 3 000 m aux Championnats du monde en salle 1993 à Toronto
- Médaille d'argent du 1 500 m aux Jeux de la Francophonie, en 1989
- 28 sélections en équipe de France A
- Champion de France du 1 500 m en 1993
- Champion de France en salle du 1 500 m en 1990
- Champion de France en salle du 3 000 m en 1992 et 1993 (2e en 1998 et 1999; 3e en 2001 et 2002)
- Vice-champion de France de cross court en 1998

## Records
- Record de France du 5 000 m en salle en 13 min 58,84 s
- Record de France du 3 000 m en 1995, en 7 min 35,60 s
- Record de France du 3 000 m en salle en 1995, en 7 min 43,44 s
- Record de France du mile en 1995, en 3 min 50,33 s
- Record de France du mile en salle en 1994, en 3 min 54,16 s
- Record de France du 1 500 m en 1995, en 3 min 32,37 s
- meilleure performance française sur l'Ekiden en 2002, en 2 h 4 min 24 s